# Impending Doom
Gli Impending Doom sono un gruppo musicale christian metal statunitense, originario di Riverside (California) e attivo dal 2005.

## Formazione
Attuale
- Brook Reeves – voce (dal 2005)
- Manny Contreras – chitarra (2005-2010, dal 2012)
- David Sittig – basso (dal 2006)
- Brandon Trahan – batteria (dal 2009)
- Eric Correa – chitarra (dal 2013)

## Discografia

### Album in studio
- 2007 - Nailed. Dead. Risen.
- 2009 - The Serpent Servant
- 2010 - There Will Be Violence
- 2012 - Baptized in Filth
- 2013 - Death Will Reign
- 2018 - The Sin and Doom Vol. II